# Cine de espionaje
El género de cine de espías, también conocido a veces como cine de espionaje, trata el tema del espionaje ficticio, bien de manera realista (como las adaptaciones de John le Carré) o bien sirviendo como base para la fantasía (como muchas películas de James Bond). Muchas novelas del género de la ficción de espías han sido adaptadas al cine, entre ellas las obras de John Buchan, le Carré, Ian Fleming (Bond) y Len Deighton. El género constituye un aspecto significativo del cine británico, incluyendo a importantes directores británicos como Alfred Hitchcock o Carol Reed, que hicieron contribuciones notables, así como numerosas películas ambientadas en el Servicio Secreto Británico.
Las películas de espías muestran las actividades de espionaje de agentes gubernamentales y el riesgo que sufren de ser descubiertos por sus enemigos. Desde los thrillers de espionaje nazi de la década de 1940 hasta las películas de James Bond de la década de 1960 y los éxitos de taquilla de alta tecnología de la actualidad, las películas de espías han sido siempre populares entre el público de todo el mundo. Ofreciendo una mezcla de escapismo emocionante, innovaciones tecnológicas y lugares exóticos, muchas películas de espías combinan los géneros de acción y ciencia ficción, presentando héroes claramente delineados para que el público los apoye y villanos para que los odien. Pueden incluir también elementos de thrillers políticos. Con todo, muchas de estas películas son cómicas (en su mayoría comedias de acción si caben dentro de tal género).
James Bond es el más famoso de los espías cinematográficos, pero también hubo obras más serias e indagatorias como El espía que vino del frío, de le Carré, que también surgieron de la Guerra Fría. Al terminar la Guerra Fría, el villano más nuevo pasó a ser el terrorismo y, con mayor frecuencia, involucrando al Medio Oriente.

## Historia
El género del cine de espías comenzó en la era del cine mudo, con la paranoia de la literatura de invasión y el inicio de la Gran Guerra. Estos temores dieron origen a la película británica de 1914 The German Spy Peril, que giraba sobre un complot para hacer explotar las Casas del Parlamento, y a la película O.H.M.S. de 1913, un acrónimo que podía interpretarse como "Our Helpless Millions Saved", Nuestros millones de indefensos salvados, así como On His Majesty's Service, Al servicio de Su Majestad (y que introdujo por primera vez un personaje femenino fuerte que ayudaba al héroe).
En 1928, Fritz Lang hizo la película Spione (Los espías) que contenía muchos de los tropos que se hicieron populares en posteriores dramas de espías, entre ellos los cuarteles secretos, agentes llamados por su número y la hermosa agente extranjera que se enamora del héroe. Las películas de Lang sobre el Dr. Mabuse de esta época contienen también elementos de los thrillers de espías, si bien el personaje central es un genio criminal al que solo le interesa el espionaje con fines de lucro. Adicionalmente, varias de las películas estadounidenses de Lang, como Los verdugos también mueren, tratan sobre espías durante la Segunda Guerra Mundial.
Alfred Hitchcock hizo mucho para popularizar el cine de espías en la década de 1930 con sus influyentes thrillers El hombre que sabía demasiado (1934), The 39 Steps (1935), Sabotage (1937) y The Lady Vanishes (1938). Estas películas presentaban a menudo a civiles inocentes que se veían atrapados en conspiraciones internacionales o redes de saboteadores en el frente local, como en Saboteur (1942). Algunas, sin embargo, giraban alrededor de espías profesionales como en El agente secreto (1936), que se basó en las historias de Ashenden de W. Somerset Maugham, o la serie del Sr. Moto, basada en los libros de John P. Marquand.
En la década de 1940 y principios de la de 1950 se hicieron varias películas sobre las aventuras de agentes aliados en la Europa ocupada, que podrían probablemente considerarse un subgénero. 13 Rue Madeleine y O.S.S eran historias ficticias sobre agentes estadounidenses en la Francia ocupada por los alemanes, y se hizo también una serie de películas basadas en las historias de agentes de la  vida real de la SOE británica, entre las que estuvieron Odette y Carve Her Name With Pride. Un ejemplo ficticio más reciente es la película Charlotte Gray (2001), basada en la novela homónima de Sebastian Faulks.
También durante este período aparecieron muchas películas de detectives (The Thin Man Goes Home o Charlie Chan en el Servicio Secreto, por ejemplo) en las que el misterio giraba en torno a quién había robado planos secretos o quién había secuestrado a un famoso científico.
Con frecuencia se considera que la cima de la popularidad de la película de espías fue la década de 1960, cuando los miedos alrededor de la Guerra Fría se combinaron con el deseo del público de ver películas emocionantes y de suspenso. El cine de espionaje se desarrolló en dos direcciones en esta época. Por una parte, las novelas realistas de espías de Len Deighton y John le Carré fueron adaptadas a películas de suspenso relativamente serias sobre la Guerra Fría que versaban sobre algunas de las realidades del mundo del espionaje. Entre estas películas estuvieron El espía que surgió del frío (1965), The Deadly Affair (1966), Cortina rasgada (1966) y la serie de Harry Palmer, que estaba basada en las novelas de Len Deighton.
En la otra dirección, las novelas de James Bond de Ian Fleming fueron adaptadas a una serie cada vez más fantástica de películas de irónicas aventuras producidas por Harry Saltzman y Albert R. Broccoli, con Sean Connery como protagonista. Esta aproximación estuvo insipirada en el género británico y alemán de la época de los 50 del novelista Edgar Wallace, que incluía supervillanos reservados y extravagantes, un arquetipo que luego se convertiría en elemento esencial de la explosión de películas de espías a mediados y finales de la década de 1960. El fenomenal éxito de la serie Bond produjo una avalancha de imitaciones, como las del género de euroespionaje y otras varias en los Estados Unidos. Ejemplos notables incluyen las dos películas de Derek Flint, protagonizadas por James Coburn, The Quiller Memorandum (1966) con George Segal y la serie de Matt Helm con Dean Martin. La televisión también irrumpió en la escena con series como El agente de CIPOL o I Spy en los EE. UU., y Danger Man y Los vengadores en Gran Bretaña. Las temáticas de espías han seguido siendo populares en la televisión hasta la actualidad con series como Callan, Alias o Spooks.
Las películas de espionaje disfrutaron asimismo de una suerte de resurgimiento a finales de la década de 1990, si bien se trató con frecuencia de películas de acción con elementos de espionaje, o comedias como Austin Powers. Algunos críticos identifican una tendencia a alejarse de la fantasía en favor del realismo, como se puede ver en películas como Syriana, la serie de películas <i id="mwnQ">Bourne</i> y las películas de James Bond protagonizadas por Daniel Craig a partir de Casino Royale (2006).

## Películas
Algunas de las películas más populares incluyen:
Series de películas (franquicias)
- James Bond (1962–presente) - 25 películas
- Serie de Bulldog Drummond (1922–1969) - 24 películas
- Serie de The Saint (1938–1943) - 8 películas
- Serie de Dick Barton (1948-1950) - 3 películas
- Harry Palmer (1965–1996) - 5 películas
- Austin Powers (1997–2002) - 3 películas
- Johnny English (2003–2018) - 3 películas
- Kingsman (2014–presente) - 3 películas

Estadounidenses
- Serie de Mr. Moto (1937–39, 1965) - 9 películas
- Serie de Matt Helm (1966–1969) - 4 películas
- Jack Ryan (1990–2014) - 5 películas
- Serie de Mission: Impossible (1996–presente) - 8 películas
- Charlie's Angels (2000–2019) - 3 películas
- Serie de Spy Kids (2001–2011) - 6 películas
- Fast & Furious (películas de espionaje: 2011–presente) - 5 películas
- Serie de The Bourne (2002–2016) - 5 películas
- XXX (2002–2017) - 3 películas

Otros países
- Serie de OSS 117 (1956–2021) - 10 películas
- Francis Coplan (1957–1968) - 6 películas
- The Gorilla (1959–1962) - 3 películas
- The Black Monocle (1961–1964) - 3 películas
- Lupin III (1974 - presente) - 13 películas y 28 especiales de televisión
- Carl Hamilton (1989–presente) - 10 películas
- Infernal Affairs (2002-2003) - 3 películas

One-shots, secuelas y remakes